# Utvrda sv. Nikole
Utvrda sv. Nikole pomorska je obrambena utvrda smještena na otočiću Ljuljevcu, na ulazu u kanal sv. Ante  kraj Šibenika. Od 9. srpnja 2017. utvrda sv. Nikole uz obrambeni sustav grada Šibenika upisana je na UNESCO-ov Popis svjetske baštine, zajedno s drugim utvrdama pod nazivom „Mletačke utvrde od 15. do 17. stoljeća”.

## Povijest
Utvrda sv. Nikole podignuta je sredinom 16. stoljeća na ulazu u kanal sv. Ante, uskome morskom prolazu koji vodi do Šibenika. Smještena je na južnoj strani kanala, na malenu otoku, a južnim je dijelom povezana uskim putićem s kopnom. Svojom sjevernom stranom istaknuta je prema suprotnoj strani kanala, čineći tako nadzor nad morskim putevima tog područja. Nedaleko od mjesta današnje utvrde prije nego što je izgrađena, u srednjem vijeku, postojale su dvije manje kule između kojih je razapinjan lanac kako bi spriječio ulazak nepoželjnih brodova u kanal. Nakon izgradnje utvrde one su srušene.
Razlog izgradnji utvrde sv. Nikole bio je pad grada Skradina pod navalom Turaka 1522. godine.
Osvajanje Skradina omogućilo je Turcima povoljan položaj za ostvarivanje pomorske veze s unutrašnjošću već osvojena teritorija, što im je bilo posebno važno radi trgovine i izvoza sirovina. U slučaju ostvarivanja njihova plana grad i luka Šibenika bili bi ugroženi, a za jedan od strateški najvažnijih gradova na obali Jadrana to nije bilo dopustivo. Sama luka grada bila je koliko toliko sigurna, a jedini ulazak u grad bio je upravo kroz uski kanal sv. Ante pa se mjesto nove utvrde nametnulo samo po sebi. Šibenik je dodatno zatražio pomoć od Mletačke Republike koja je pristala, imajući na umu važnost grada i smatrajući da onaj tko drži Šibenik, drži i veći dio tog dijela Jadrana.
Iako je prijedlog za izgradnju utvrde postojao već 1524. godine, gradnja utvrde sv. Nikole započela je kada u Dalmaciju dolaze dva istaknuta vojna inženjera - stariji Michele i njegov nećak Giangirolamo, oba iz obitelji Sanmichelli. Navodno je Giangirolamo izradio sve potrebne nacrte koji su uključivali poboljšanje već postojećeg fortifikacijskog sustava, ali i gradnju novih obrambenih fortifikacija.
Za gradnju utvrde sv. Nikole u kanalu sv. Ante Giangirolamo je predložio otočić Ljuljevac. Nove planove poboljšane fortifikacije mletačka je vlast odmah prihvatila, a kako je prioritet bila obrana grada s mora, radovi na utvrdi sv. Nikole započeli su iste 1540. godine.
Na otočiću Ljuljevcu već je otprije postojao benediktinski samostan koji je zbog nove gradnje srušen. Bilo je potrebno srušiti i samostansku crkvu sv. Nikole, a zamijenila ju je nova u obliku kapelice na sjeverozapadnom dijelu terase utvrde.
Opis utvrde donosi Giovani Battista Giustiani nakon završetka izgradnje 1553. godine. U njemu se spominje kružni dio utvrde, koji sam Sanmicheli naziva torionom, a radi se o omanjem trgu na kojem se smjestila kapelica, vjerojatno na mjestu prijašnje crkve. Sama utvrda zauzela je veći dio otočića, a izgrađena je na grebenu i djelomično iskorištava živu stijenu. Giangirolamo ju je projektirao kao čvrstu i sigurnu utvrdu u obliku trokuta s tri istaknuta obrambena bastiona. Građena je od više vrsta materijala pa je tako donja zona utvrde zidana kamenom (dijelovi ispod razine mora i neposredno iznad nje), dok iznad dolazi dio izveden u opeci što je uobičajeno za doba nastanka utvrde, ali neuobičajeno za Dalmaciju.
Za opeku je poznato da se dopremala iz Veneta što je dokaz da je graditelju gradnja same utvrde, kao i materijal koji će upotijebiti u tu svrhu, bio važan. Također iz praktičnih razloga uporeba opeke bila je vjerojatna jer vrlo dobro amortizira topovske granate od kamena. U unutrašnjosti se uočava veća količina sedre kojom je zidana donja zona oboda rondela kao i svodovi većine topovskih otvora. Za čvrstinu utvrde važna je i živa stijena samoga otočića, mjestimice isklesana i iskorištena u strukturi građevine. 
Možda je najzanimljiviji dio utvrde sam njen oblik. Općenito su utvrde tlocrta u obliku trokuta u to vrijeme rijetke u Hrvatskoj, kao i u Europi. Ipak, takav oblik susrećemo u Italiji - utvrda Sarzanelo u Italiji (1493.), kao i Ostia kraj Rima (1482.), dok se trokutasti oblik u Hrvatskoj javlja primjerice kod utvrde u Sisku (1544.). Šibenska se pak razlikuje od njih jer nema istaknute kule. Također visina kortine, polubastiona i toriona je ista zbog čega se cijela utvrda doima kao jedinstveni prostor. Moguće je i najvjerojatnije da je na oblik utvrde sv. Nikole utjecao oblik i količina prostora samog otočića Ljuljevca. Isto tako, s obzirom na to da se radi o razdoblju renesanse koja je sklona osnovnim geometrijskim tijelima i likovima, objašnjenje trokuta moguće je naći i u tome. Ne treba zaboraviti i na ekonomičnost i brzinu gradnje pa se trokut nameće kao najjednostavniji oblik zatvaranja prostora.
Zanimljiva je i činjenica da utvrda u stvari nikada nije ispunila svoju funkciju jer nikada nije borbeno ni obrambeno bila aktivna. Izvori prenose svojevrsnu anegdotu prvog i jedinog pokušaja obrane kada se htjelo pucati na brodove Španjolske armade u blizini Zlarina.
Navodno je ispaljena kugla pala svega nekoliko metara od tvrđave jer se drveno postolje topova zbog velike vlage jednostavno raspalo. Utješna je stoga činjenica da je utvrda s mora djelovala toliko moćno da joj se nitko nije usudio niti približiti. To je uostalom i glavna zadaća takvih fortifikacijskih objekata - preplašiti i rastjerati moguće napadače. 
Pa ipak, iako nije ostvarila primarnu funkciju, utvrda je od početka bila vojno organizirana. Tako se u već spomenutom Giovanijevom opisu spominje i organizacija snaga na njoj. Iz njega se saznaje da je posadu tvrđave sačinjavalo 25 vojnika i pet topnika. Njima na čelu bio je kaštelan, redovito izabiran iz redova mletačkog plemstva na rok od dvije godine. Tijekom trajanja mandata on nije smio napuštati utvrdu pod prijetnjom smrtne kazne, a dužnost mu je zapravo bila politička, dok se vojni zapovjednik nazivao kapetanom.

## Današnje stanje
Današnji izgled utvrde vrlo je sličan ondašnjem, a iako je praksa gradnje uključivala poneke promjene i improvizacije, smatra se da slijedi izvorni plan i ideju. Ipak, i na njoj su se događale određene preinake tijekom vremena. Tako već u ono doba pod mletačkom vlašću na terasi utvrde dolazi do mjestimičnog mijenjanja visine. Tijekom 19. stoljeća dolazi do zamjene topovskih cijevi koje su zahtijevale dodatne promjene, a probili su se i novi otvori. U 20. stoljeću se pak na terasi utvrde radi semaforska stanica za regulaciju prometa kanalom sv. Ante. Iz tog razloga srušene su neke građevine unutar utvrde, a one sve što su do danas preostale polako propadaju jer je utvrda izgubila svoju prvotnu funkciju. Također u međuratnom razdoblju izvođene su dodatne intervencije poput probijanja novih topovskih otvora koji su naštetili svodovima. U izvorima stoji da je Konzervacija u utvrdu ušla tek 1979. godine, a prenosi se i zatečeno stanje. Iz opisa se saznaje da je utvrda u ruševinama, obrasla nekontroliranim rastom raslinja, kao i da je vlaga dosta pripomogla lošem stanju.
Najviše je konzervatorskog posla obavljeno prije rata jer kasnije nije bilo dovoljno novca. Tako su tada obavljene sve potrebne sanacije i završena su sva konzervatoska istraživanja. Prije dvije godine u medijima su se ponovno pojavili napisi o derutnom stanju tvrđave i potrebom za hitnom intervencijom i obnovom, pa čak i (kvalitetnom) prenamjenom, sve u svrhu očuvanja.Inicijative o prenamjeni utvrde postojale su i ranije, no široki spektar prijedloga, od muzeja do elitne kockarnice, samo pokazuje koliko struka, ali i društvo još ne vide ozbiljnost, niti nalaze izlaz iz situacije. 

## Izgled utvrde

### Analiza tlocrta
Osnovni tlocrt utvrde sv. Nikole je trokut. Prema pučini je postavljen rondel, dok su suprotno njemu, prema Šibeniku, postavljena dva polubastiona. Polubastioni su izduljeni, a međusobno i s rondelom komuniciraju pomoću kortina. Kraće strane polubastiona, one kojima „gledaju“ jedna u drugu su, prema kortini koja ih spaja, snažno uvučene i stvaraju male uši.  Postoji uočljiva razlika u obliku polubastiona. Tako je njihova duljina nejednaka, a i različita je zaobljenost njihovih vrhova. Ovo je najvjerojatnije bilo uvjetovano oblikom otočića i samom živom stijenom nad kojom je utvrda podignuta. Vjerojatno je zapadni polubastion idealnog planiranog oblika. Njegovu veću izduljenost moguće je objasniti i time što je prvi kojem se prilazi s mora pa veća duljina zida znači i veći broj otvora za topove. Nasuprot polubastionima nalazi se rondel polukružnog presjeka. I kod njega se primjećuju odstupanja od idealnog presjeka pa je tako istočna strana rondela djelomično zaravnata, što se ponovno objašnjava oblikom otočića. Rondel također ima uvučene krajeve polukruga i završava ušima. Na tlocrtu donje razine vidljivo je da njegovu unutrašnjost donekle ispunja zid rastvoren svojevrsnim nišama koji se pruža poput nastavka ziđa iz središta utvrde i seže do sredine rondela. Budući da prati njegov oblik, i on je izduljen i zaobljen, a okružuje ga bačvasto nadsvođen prolaz. Prolaz je prostran, a izravno komunicira s pet kazamata, širih otvora u zidu u kojima su smješteni topovi. Prolaz iz rondela izravno se nastavlja uz zapadnu kortinu, postupno se šireći prema polubastionu. Duž zida zapadne kortine uočava se također pet ritmično nanizanih topovskih otvora, gotovo na razini mora. Suprotno tome komunikacija rondela s istočnom kortinom je nešto složenija. Izravnog prolaza u nju nema, nego joj se pristupa manjim prolazom iz zapadne kortine. Prolaz koji prati istočnu kortinu nije tako jasno položen uz zidine i ne prati kortinu poput onog na zapadnoj strani. Također ovdje ni topovski otvori nisu simetrično raspoređeni, a i manje ih je – samo dva. Veći otvor skriven iza uha rondela zapravo je ulaz u samu utvrdu. Ulazilo se s mora, a s obzirom na to da je ulaz bio povišen, postojali su pristupna konstrukcija i most koji su vodili u utvrdu kroz reprezentativan renesansni portal.
Na tlocrtima donje razine naznačeni su i speroni, pregradni zidovi poporečno postavljeni unutar vrhova polubastiona, a zajedno s ispunom dodatno su ojačavali temelje utvrde (poput kontrafora). Oni se javljaju i u najmanjoj kortini, između polubastiona na samom južnom kraju utvrde. Iako je većina donje razine ojačana ispunom, u središtu između kortina, ostavljen je prostor trapezoidnog oblika, a izvori pretpostavljaju da se tu, između ostalog, nalazila cisterna. 
Tlocrt gornje razine nešto je drugačiji. Uočava se jedinstven otvoren prostor čija je trapezoidna sredina ispunjena manjim objektima, a njihov raspored također prati ovaj oblik. Ovdje treba napomenuti da se radi o unutrašnjim prostorima bačvasto nadsvođenima, dok se iznad njih nalazi terasa. Rondel zadržava svoj oblik, pet topovskih otvora ostaje i ovdje, a prostor koji ga ispunjava sada je veći. Ovdje pak treba naglasiti da ono što se u tlocrtu čita kao otvor u stvari je uski otvor između kazamata, ovdje u obliku malih utvrđenih kućica koje se nastavljaju na zidine i u kojima se nalaze topovi. Kazamati se nalaze duž kortina na obje razine, a kružno su raspoređeni i uz zidine rondela. Ispred samih kazamata gornje razine u tlocrtu uočavaju se naznačeni pravokutni svjetlarnici, otvori u svodovima unutrašnjih kazamata koji su služili i za prozračivanje od barutnih plinova pri topovskoj paljbi. Središnji dio ispunjen je objektima u unutrašnjosti - tri pravokutne prostorije, jedne polukružne ispod toriona te hodnika koji ih međusobno povezuje, sve bačvasto nadsvođe i grupirane tako da ostavljaju prostor duž kortina s obje strane jednako. Na ovoj je razini i veći broj što topovskih otvora, što kazamata, a nastavljaju se i duž zidina polubastiona pa ih zapadna strana sada ima osam, a istočna pet. Uz sam rub najkraće kortine na južnom kraju utvrde uočljive su i dvije krovne kontrukcije s otvorom u središtu – slivnice za cisternu na nižoj razini.

### Vanjski izgled utvrde
Kako je već spomenuto, portal utvrde skriven je na istočnoj kortini, iza uha rondela.  Ulaz uokviruje renesansni portal na kojemu su radili i domaći majstori, Dujam iz Splita i Frano Dismanić iz Šibenika.
Portal je pravokutna oblika, a sam ulaz nalazi se na sredini i polukružno je zaključen. Cijeli je portal „prekriven“ rustikom, vizualnim znakom reprezentativne i obrambene uloge. Tako je i ulaz naglašen rustikom koja slijedi luk, a samo tjeme luka dodatno se ističe skulpturom. Rustika se prenosi i na tričetvrt stupove u varijaciji dorskog reda koji flankiraju ulaz, dok se na vanjskim krajevima, u istoj razini s tričetvrt stupovima, nalaze pilastri. I stupovi i pilatsri istaknuti su u odnosu na sam ulaz i nose gređe. 
Duljinom friza izmjenjuju se triglifi i dekorirane metope, a portal je zaključen istaknutim vijencem na kojem je nekoć stajao lav kao simbol Mletačke Republike. Lav je oštećen. Kasnije ga je ponovno dao isklesati car Franjo I., ali su i njega uništili vojnici Kraljevine Jugoslavije 1926. godine, kada su ga razbili i bacili u more.
Promatrana s mora utvrda ne pokazuje posebno uočljive detalje. Zamišljajući da joj prilazimo s mora, prvo što bismo vidjeli bio bi rondel i zapadna kortina. Gotovo na razini mora uočavaju se veliki otvori za topove, dok s najviše razine prostor nadgledaju kazamati. Ovaj raspored Giangirolamo smatrao je idealnim jer su topovi niže razine mogli direktno pogoditi bokove brodova koji prilaze, dok su topovi u kazamatima gornje razine razarali njihove jarbole. Rondel gotovo da stoji u moru, prirodne stijene uočavaju se kod kortina, dok se na samom jugu, ispred polubastiona, pruža ostatak otočića koji povezuje utvrdu s kopnom.  Utvrda izvana ne obiluje detaljima niti dekorativnom ili arhitektonskom raščlambom, nego je jedina artukulacija uska profilacija na dvije trećine visine utvrde, a koja vizualno odvaja donju od gornje horizontalne etaže. 

### Stilska obilježja
Uzimajući u obzir vrijeme nastanka i oblik, utvrda sv. Nikole dovodi se u vezu, između ostalih, i s utvrdama u Saranzellu u Italiji i Sisku u Hrvatskoj, a još više s venecijasnkom skupinom utvrda koje su branile ulazak u Lagunu.Ipak, iako sve dijele osnovni oblik s istaknutim obrambenim točkama, utvrda sv. Nikole nešto je složenija. Ona se od već spomenutih utvrda razlikuje kombinacijom rondela i izduljenih polubastiona. Upotreba polukružnog oblika rondela kao najistaknutije točke u ono se vrijeme izbjegava u obrambenoj gradnji jer ostavlja prednji prostor nebranjivim, ali kod Sv. Nikole objašnjava se dvama razlozima. Već spomenutu razlogu zbog kojeg izostanak stijene i kopna pred rondelom ne izaziva strah da će neprijatelji stići podno njegovih zidina i napasti, pridodaje se i mogućnost idealnog rasporeda topova na obje razine. U samom kombiniranju rondela, kortina i polubastiona također dolazi do inovacija. Naime ziđe rondela se ne nastavlja izravno na kortine, nego se s njima povezuje uvučenim ušima katarkerističnim za poligonalne kule, a strijelnicama smještenim u njima kontroliraju se zidine zapadne i istočne kortine. Ipak, najveća se inovacija javlja u organizaciji južnog dijela utvrde gdje se po prvi puta u cijelom mletačkom graditeljstvu javlja tenalja.
Nju oblikuju upravo dva polubastiona povezana kortinom, a rješenje se još naziva i kliještima.
Analizirajući utvrdu, vidimo novu kombinaciju već postojećih elemenata, zbog čega se u izvorima navodi i kao svojevrsni most unutar morfologije obrambene arhitekture između (oblika i tipologije) prošlosti i budućnosti. Šibenik je kao tada važan grad na Jadranu, a i s novom ulogom obrane od Turaka, morao dobiti utvrdu poput sv. Nikole, koja je čvrsta i u toku s ondašnjim trendovima i gradnji. Svemu se vjerojatno pridodala i udaljenost od središta Mletačke Republike zbog koje je Giangirolamo Sanmichele imao „slobodnije ruke“ u planiranju utvrde, a rezultat su inovacije i jedan od neuobičajenijih primjera mletačke obrambene arhitekture.

## Ljuljevac
Ljuljevac je hrvatski otočić smješten na ulasku u kanal sv. Ante kraj Šibenika. Na njegovim pličinama nalazi se Utvrda sv. Nikole. Otok je povezan s kopnom i utvrdom uskim putićem.

## Vanjske poveznice
- Tvrđava sv. Nikole  Arhivirana inačica izvorne stranice od 29. listopada 2013. (Wayback Machine)
- Poljičak, Ivica: Utvrda sv. Nikole
- Časopis Građevinar: TVRĐAVA SV. NIKOLA ISPRED ULAZA U ŠIBENSKU LUKU   Arhivirana inačica izvorne stranice od 29. listopada 2013. (Wayback Machine)
- Tvrđava sv. Nikole - gordi ponos grada Šibenika